# بلا تسرکوا (وویوودینا)
بلا تسرکوا (به صربی: Bela Crkva) یک منطقهٔ مسکونی در صربستان است که در Bela Crkva municipality واقع شده‌است. بلا تسرکوا ۷۸ متر بالاتر از سطح دریا واقع شده‌است.

## خواهرخوانده
شهر اوتسلو روشو خواهرخواندهٔ بلا تسرکوا (وویوودینا) هست.